# پلورم
پلورم (به آلمانی: Pellworm) یک شهر در آلمان است که در نوردفرایسلند واقع شده‌است.

## خصوصیات
پلورم ۱٬۱۳۹ نفر جمعیت دارد.